# پرورش گوسفند

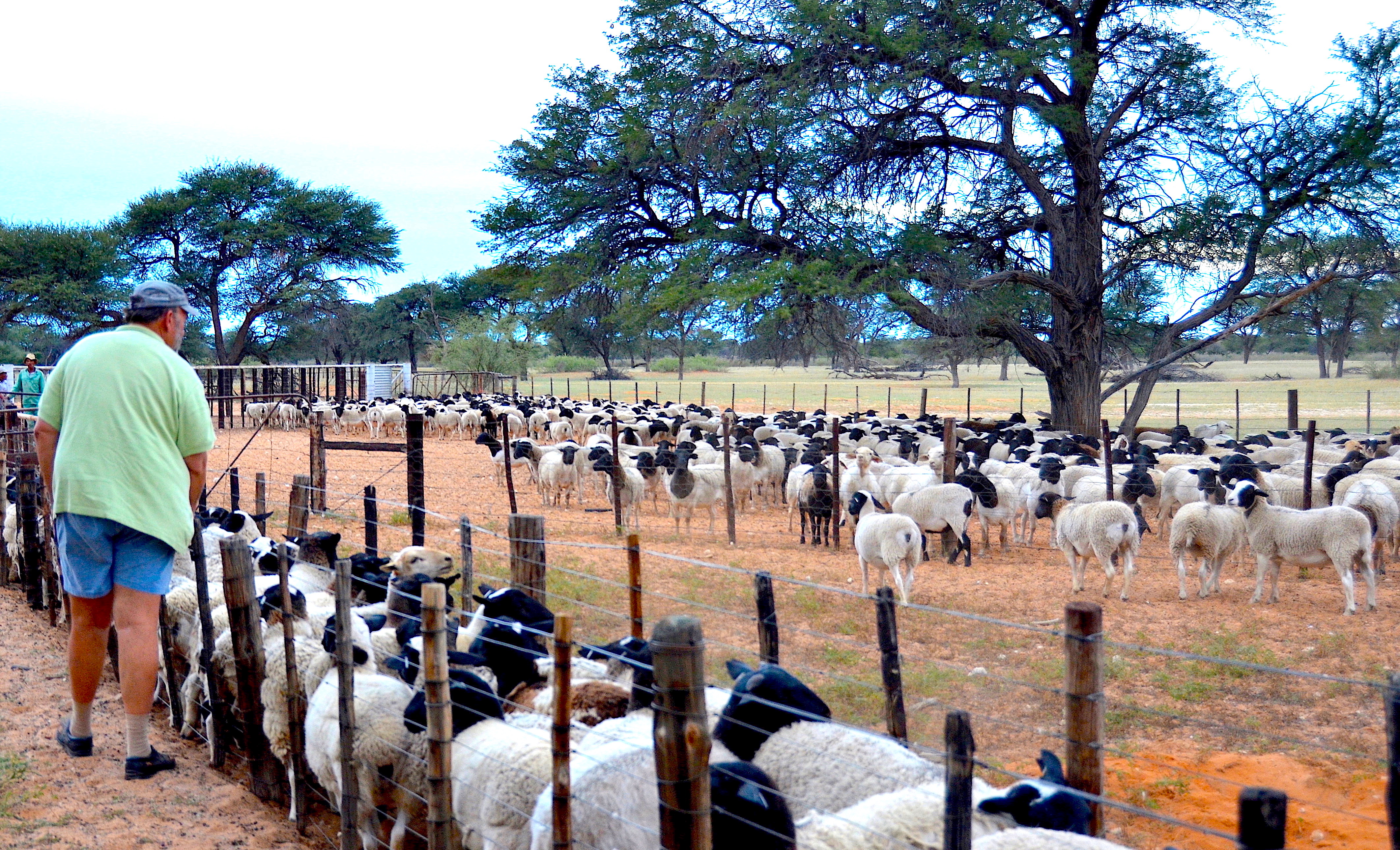
پرورش گوسفند در نامیبیا (۲۰۱۷)
استرالیا
کلن آلمان

پرورش گوسفند، پرواربندی و زادآوری گوسفند اهلی جهت تولید گوشت، پشم، شیر، پوست و چرم است که شاخه‌ای از دامداری است. گوسفند را می‌توان در دامنهٔ گسترده‌ای از آب‌وهوای معتدل یا مناطق خشک پرورش داد.

## پرورش گوسفند در جهان
بنابر آمار فائو (سازمان غذا و کشاورزی سازمان ملل متحد) پنج کشوری که بالاترین شمار رأس گوسفند (به‌طور متوسط از سال ۱۹۹۳ تا سال ۲۰۱۳) را داشتند: چین (۱۴۶٫۵ میلیون رأس)، استرالیا (۱۰۱٫۱ میلیون رأس)، هند (۶۲٫۱ میلیون رأس)، ایران (۵۱٫۷ میلیون رأس) و سودان‌سابق (۴۶٫۲ میلیون رأس).

## پرورش  گوسفند در ایران
در ایران پرورش گوسفند به شکل سنتی و صنعتی انجام می‌شود. هدف اصلی پرورش گوسفند در ایران تولید گوشت بوده و شیر و پشم از محصولات فرعی محسوب می‌شوند.

#### نژاد های گوسفند ایرانی
| نژاد    | بهره‌دهی       | زادگاه               |
| افشاری  | گوشتی         | زنجان                |
| بلوچی   | پشمی گوشتی    | سیستان و جنوب خراسان |
| بختیاری | گوشتی         | کهگیلویه و بویراحمد  |
| تالشی   | گوشتی         | تالش                 |
| دالاق   | گوشتی         | گلستان               |
| زل      | گوشتی بی دنبه | مازندران             |
| زندی    | پوستی گوشتی   | قم                   |
| سنجابی  | پشمی گوشتی    | کرمانشاه و کردستان   |
| سنگسری  | گوشتی         | سمنان                |
| شال     | گوشتی         | قزوین                |
| فراهانی | پشمی – گوشتی  | اراک                 |
| قزل     | شیری – گوشتی  | آذربایجان شرقی       |
| کردی    | گوشتی         | کردستان              |
| کرمانی  | پشمی گوشتی    | کرمان                |
| لری     | گوشتی         | لرستان               |
| مهربانی | گوشتی         | همدان                |
| مغانی   | گوشتی شیری    | آذربایجان غربی       |